# Квішанчала
Квішанчала (груз. ქვიშანჭალა) — село в Грузії.
За даними перепису населення 2014 року в селі проживає 116 осіб.